# Jessica Draskau-Petersson
Jessica (Jess) Draskau-Petersson (Gentofte, 8 september 1977) is een Deens-Brits atlete en triatlete die lid is van Aarhus 1900. Ze nam deel aan de Olympische Spelen van 2012 in de marathon, waar ze een 40e plaats behaalde te midden van 118 startende deelnemers. In 2016 nam ze weer deel aan de Olympische Spelen en werd ze opnieuw 40e. 

## Jeugd en carrière
Jess Draskau-Petersson werd geboren in Denemarken en woonde de eerste dertien jaar van haar leven in Charlottenlund. Toen verhuisde het gezin naar het eiland Man. Ze heeft lange tijd in Duitsland, Nieuw-Zeeland en de VS gewoond en woont nu in Colorado, maar heeft een Deens paspoort. 
Jess Draskau-Petersson heeft gelopen voor het VK in triathlons en duathlon en was een korte tijd houder van het Britse record op een ironman. Haar grootste verdienste is vier zilveren medailles op de Wereldbeker op de lange afstand (10 km race - 150 km fietsen - 30 km race). De laatste die ze in 2009 won in Zofingen, Zwitserland. 
Jess Draskau-Petersson bereikte een 22e plaats op de London Marathon 2012, met 2:34.56 uur, een verbetering van haar beste persoonlijke tijd, daterend uit de Berlijn Marathon 2005 en liep toen 2:42.00, ingeschreven als de zesde snelste op de Deense ranglijst aller tijden en was tegelijkertijd onder de Deense Olympische vereiste van 2:37.00 uur. Op basis van de resultaten in Londen hebben de Deense atletiekbond en DIF ervoor gekozen om haar op te stellen voor de Olympische Spelen, en ze werd geselecteerd op 4 mei 2012. 
Op de Olympische Spelen in Londen vestigde ze opnieuw een persoonlijk record en eindigde op de 40e plaats in 2:31.43. Haar persoonlijk record is 2:30.07 van de Chicago Marathon 2015. 
Jess Draskau-Petersson werd in 2003 en 2005 uitgeroepen tot " Manx Sportvrouw van het Jaar ". 
In 2016 nam ze opnieuw deel aan de Olympische Spelen en weer werd ze 40e, nu in een tijd van 2:36.14.   
In 2018 won ze de halve marathon van Reykjavik.